# Fiskejournalen
Fiskejournalen är en svensk tidskrift om sportfiske, grundad i april 1974 av Olof Johansson, vilken även var tidningens chefredaktör till år 2000. I tidningen utkommer artiklar om flera olika fiskemetoder, såsom flugfiske, havs och kustfiske eller mete och spinnfiske. 1997 startades tidskriftens webbtidning.

### Fotnoter
1. ↑  ”Om tidningen” (på svenska). Fiskejournalen. https://www.fiskejournalen.se/om-fiskejournalen/om-tidningen/. Läst 15 december 2019.